# Пайн-Гроув (Західна Вірджинія)
Пайн-Гроув (англ. Pine Grove) — місто (англ. town) в США, в окрузі Ветзел штату Західна Вірджинія. Населення — 363 особи (2020).

## Географія
Пайн-Гроув розташований за координатами 39°33′49″ пн. ш. 80°41′5″ зх. д. / 39.56361° пн. ш. 80.68472° зх. д. (39.563520, -80.684763).  За даними Бюро перепису населення США в 2010 році місто мало площу 0,98 км², з яких 0,91 км² — суходіл та 0,07 км² — водойми.

## Демографія
Згідно з переписом 2010 року, у місті мешкали 552 особи в 223 домогосподарствах у складі 152 родин. Густота населення становила 563 особи/км².  Було 245 помешкань (250/км²).
Расовий склад населення:
| - 98,9 % — білих - 0,2 % — корінних американців |

До двох чи більше рас належало 0,2 %. Частка іспаномовних становила 0,7 % від усіх жителів.
За віковим діапазоном населення розподілялося таким чином: 23,4 % — особи молодші 18 років, 64,6 % — особи у віці 18—64 років, 12,0 % — особи у віці 65 років та старші. Медіана віку мешканця становила 41,2 року. На 100 осіб жіночої статі у місті припадало 96,4 чоловіків;  на 100 жінок у віці від 18 років та старших — 88,0 чоловіків також старших 18 років.
Середній дохід на одне домашнє господарство  становив 33 274 долари США (медіана — 19 750), а середній дохід на одну сім'ю — 40 178 доларів (медіана — 23 750). Медіана доходів становила 41 750 доларів для чоловіків та 31 250 доларів для жінок. За межею бідності перебувало 45,8 % осіб, у тому числі 54,8 % дітей у віці до 18 років та 6,6 % осіб у віці 65 років та старших.
Цивільне працевлаштоване населення становило 173 особи. Основні галузі зайнятості: освіта, охорона здоров'я та соціальна допомога — 36,4 %, будівництво — 13,3 %, роздрібна торгівля — 9,2 %, транспорт — 5,8 %.